# Máquina electrostática de Corbett

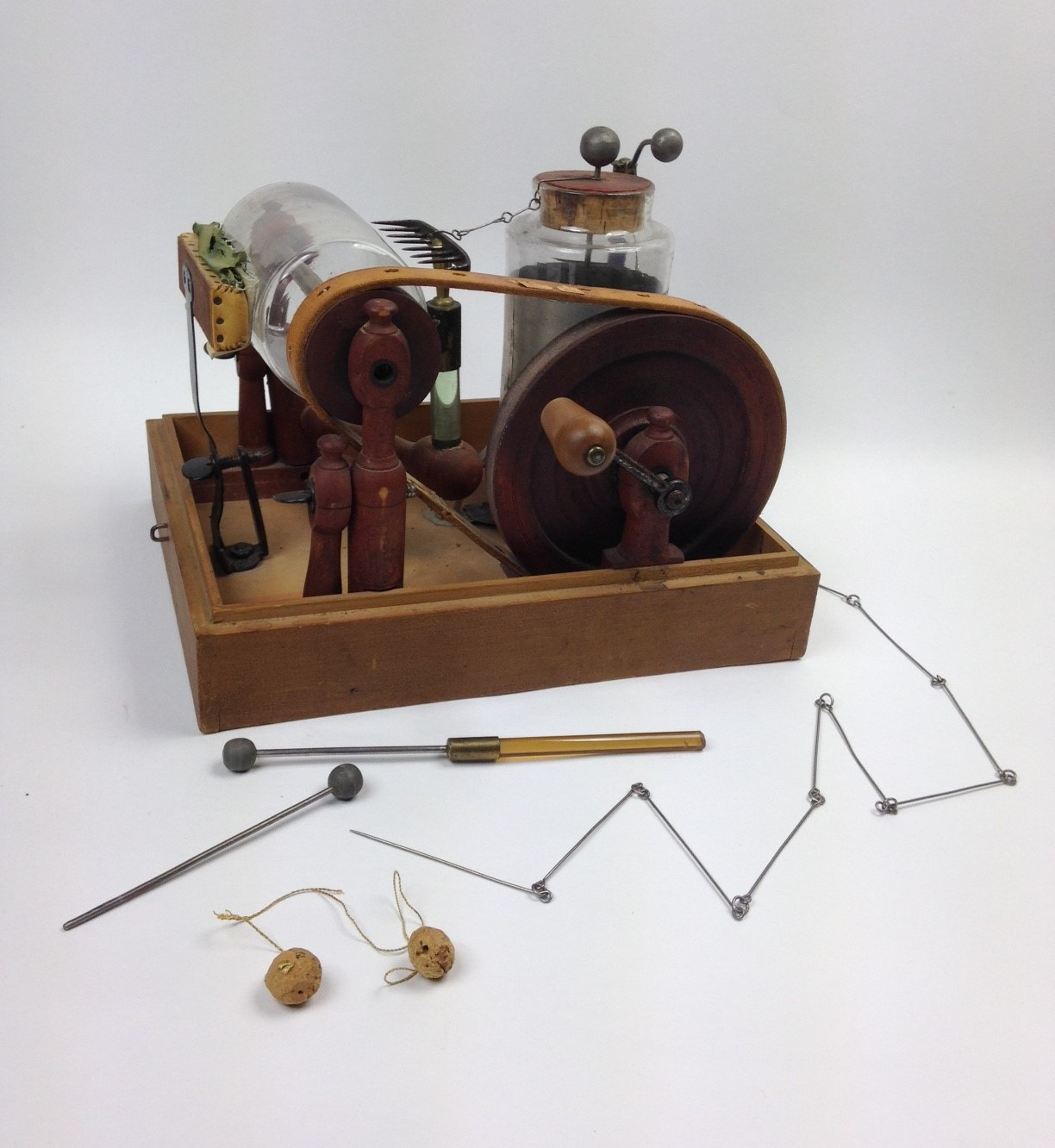
Corbett máquina electrostática

La máquina electrostática de Corbett es un Generador electrostático de alto voltaje que fue utilizado por los médicos Shaker para tratamientos médicos a principios del siglo XIX. La máquina de Corbett pertenece a la colección Mount Lebanon Shaker Village en el estado de Nueva York, Estados Unidos.

## Thomas Corbett
Esta máquina electrostática fue hecha por un farmacéutico Shaker llamado Thomas Corbett en 1810 para tratamiento médico. Corbett era el primer médico botánico para el Shakers y era conocido por sus hierbas medicinales y su medicina poco ortodoxa.

## Descripción

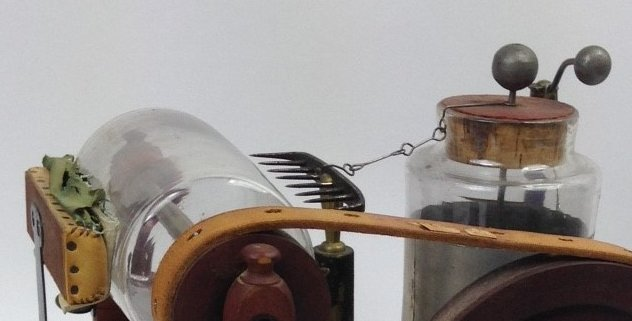
Primer plano de metal rastrillo + vaso. Botella de Leyden -batería está a la derecha

La máquina electrostática de Corbett consta de 0.5 pulgadas (13 mm) de plataforma base de madera que sienta en  2 pulgadas (51 mm) de marco, formando una caja. La plataforma de madera es aproximadamente de 12 pulgadas (300 mm) ancho y aproximadamente 9 pulgadas (230 mm) de profundidad. A un lado de la plataforma de madera está montado un eje pequeño en pivote, el cual sostiene un cilindro del vaso giratorio sobre la medida de un Mason tarro. Este frasco de vidrio está sujeto a una rueda de manivela de aproximadamente 5 pulgadas (130 mm) con un cinturón de cuero. La rueda de manivela puede ser girada a mano. La plataforma de madera también contiene una botella de Leyden -batería en una esquina con una altura aproximada de 9 pulgadas (230 mm). El frasco de Leyden es un receptáculo de vidrio con una varilla de metal en el centro, cubierto por una bola de metal en la parte superior que recoge y libera una carga eléctrica de alto voltaje.

## Operación
La rueda de la manivela fue girada por un operador usando la manija de la perilla y luego el cilindro de vidrio rotando por una correa adjunta. El frasco de vidrio se frota contra una almohadilla de tela de seda en capas o una almohadilla de tela textil, desarrollando una carga eléctrica positiva de alto voltaje. Esta carga de electricidad estática se extrajo del cilindro de vidrio a través de un pequeño rastrillo de metal y se transfirió por cable a la batería de almacenamiento del frasco de Leyden para su uso posterior (consulte la ilustración de primeros planos). La carga electrostática almacenada de alto voltaje mantenida en el frasco de Leyden estaba en la bola de metal en la parte superior de la batería de almacenamiento de alto voltaje. Produciría una chispa visible para el ojo cuando el conjunto de pequeños globos metálicos conectados a la batería se acercaran lo suficiente como un experimento de prueba en una descarga.

## Técnica de tratamiento
La carga estática de alto voltaje en la parte superior de la batería Leyden de almacenamiento se aplicó a un paciente mientras se sentaba en una silla o taburete encima de una plataforma especial. Las cuatro patas de vidrio de la silla aislaron la plataforma del suelo. El operador canalizó la carga almacenada en la botella de Leyden al paciente utilizando accesorios metálicos que se conectaron al paciente. La carga eléctrica produjo una descarga similar a "tocar un pomo de la puerta después de caminar sobre la alfombra en tiempo seco".
El tratamiento eléctrico de la máquina electrostática de Corbett supuestamente "curó" al paciente de una variedad de enfermedades, o al menos tenía algún valor electroterapéutico. Fue especialmente diseñado para tratar el reumatismo. Sin embargo, es más probable que la descarga eléctrica haya desviado temporalmente la mente del paciente de sus molestias y dolores. Shaker Elizabeth Lovegrove registró en un diario de 1837 que una hermana mayor estaba siendo tratada por la máquina Corbett. Informó que se sentía mejor después de cada tratamiento, al menos temporalmente.

## Principios eléctricos
Los experimentos de Corbett con la electricidad y sus principios muestran su interés en la ciencia y la medicina. La máquina electrostática y sus experimentos eléctricos a principios del siglo XIX tuvieron lugar entre los experimentos eléctricos de Benjamin Franklin de mediados del siglo XVIII y los inventos eléctricos de Thomas Edison. Los principios eléctricos de la máquina electrostática de Corbett fueron utilizados posteriormente por Edison.